# Jerzy Ziarnik
Jerzy Ziarnik est un réalisateur et scénariste polonais de films documentaires et de longs métrages né le 5 juillet 1931 à Varsovie, décédé le 31 décembre 1999 dans cette même ville.

## Biographie
Jerzy Ziarnik est né le 5 juillet 1931 à Varsovie, capitale de la Pologne.
Il est diplômé du département de réalisation de l'Institut national de la cinématographie S. A. Guerassimov à Moscou.
À partir de 1955, il a été membre du Parti ouvrier unifié polonais.
Il meurt le 31 décembre 1999 à Varsovie et est enterré au cimetière de Powązki (section 146-5-25).